# Membrana interossea
La membrana interossea è uno strato largo e sottile di tessuto fibroso che tiene unite alcune ossa del corpo. È un elemento importante di diverse articolazioni.

## Le membrane interossee nel corpo umano
Nell'uomo le membrane interossee sono due:
- Membrana interossea dell'avambraccio
- Membrana interossea della gamba

### Membrana interossea dell'avambraccio
Nell'avambraccio, la membrana collega il radio e l'ulna. È l'elemento principale della sindesmosi fra radio e ulna, un'articolazione fibrosa fra i due ossi.
La membrana divide l'avambraccio in due sezioni, anteriore e posteriore, serve come punto di inserimento per i muscoli e scarica le forze dal radio sull'ulna e sull'omero.

### Membrana interossea della gamba
Nella gamba, la membrana collega la cresta interossea della tibia e quella del perone. La membrana presenta fori per il passaggio di vasi e nervi e separa i muscoli della loggia anteriore della gamba da quelli della loggia posteriore.